# ماهیچه جناغی‌لامی
ماهیچه جناغی‌لامی یا عضله استرنوهیوئید (انگلیسی: Sternohyoid muscle)به صورت نوارعضلانی بلندی است که از کناره خلفی مانوبریوم استرنوم شروع می‌شود و به جسم هیوئید خاتمه می‌یابد. عصب این عضله متعلق به قوس گردنی است.

## نگارخانه

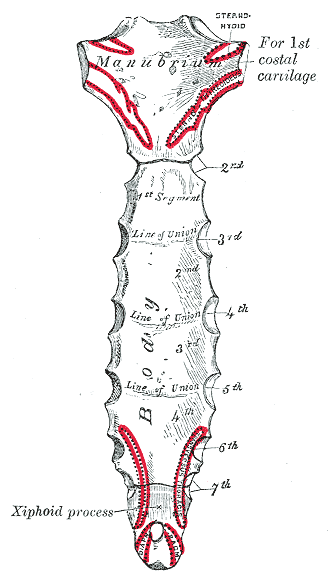
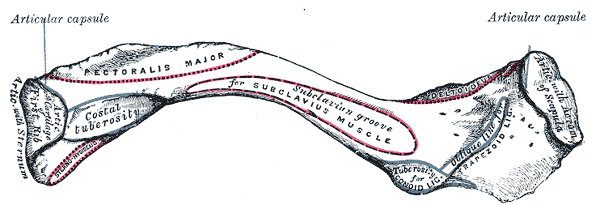
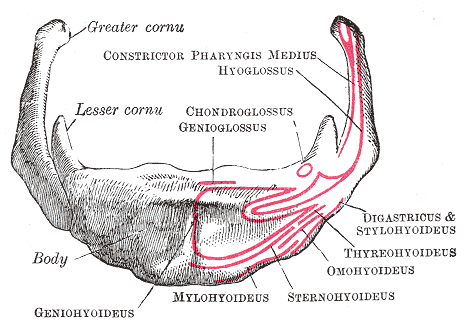
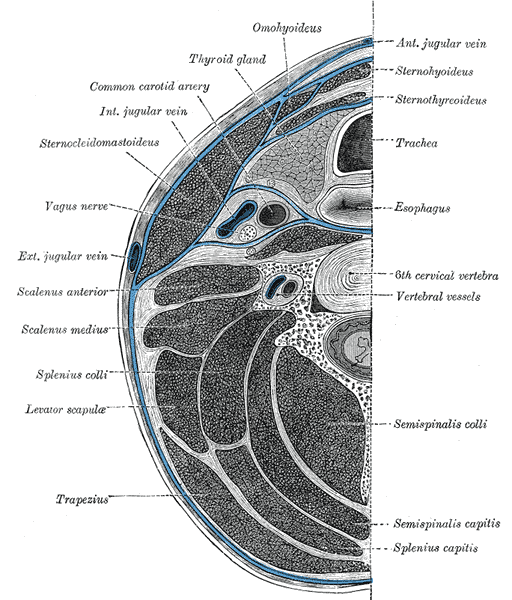
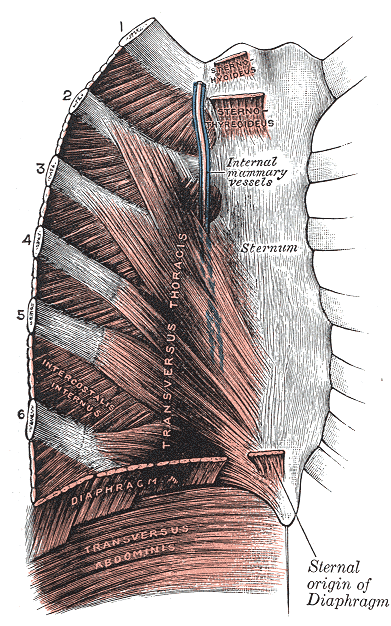
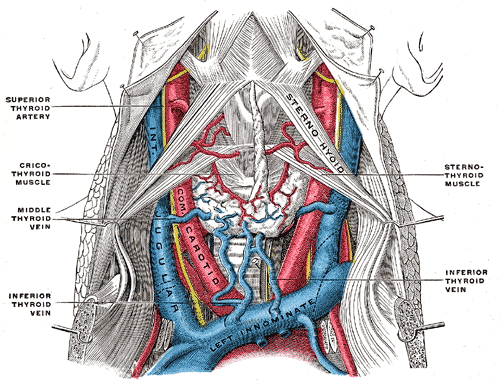
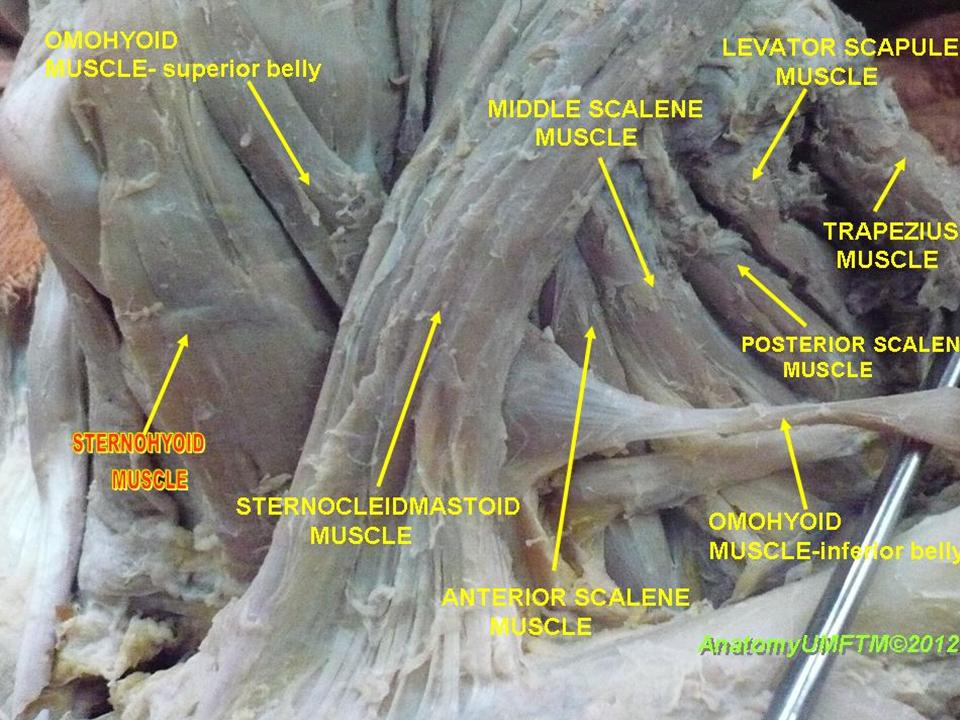
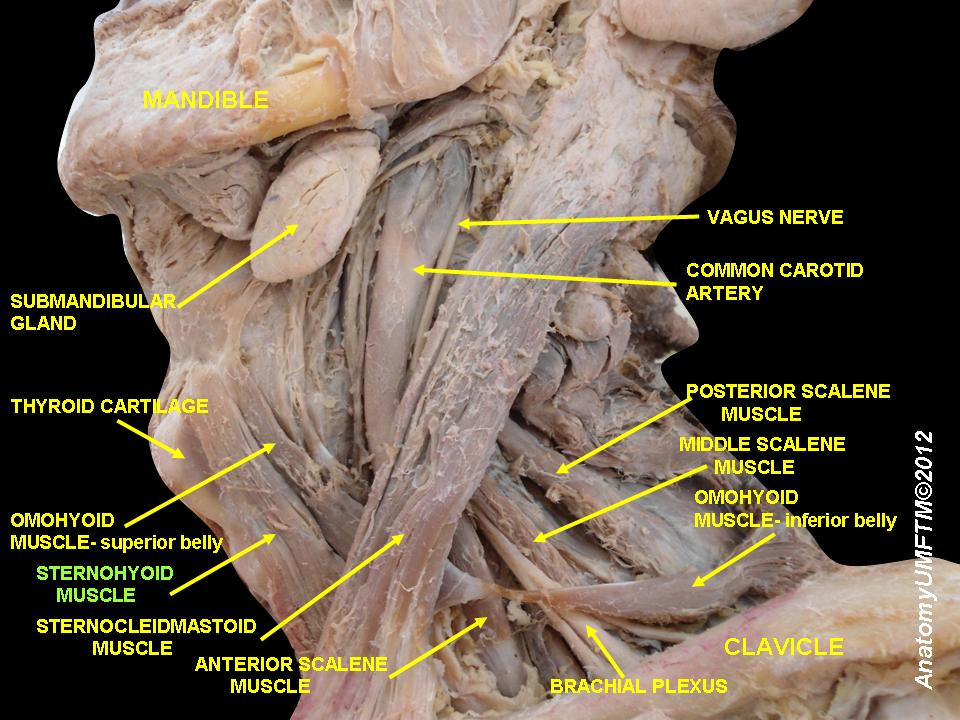
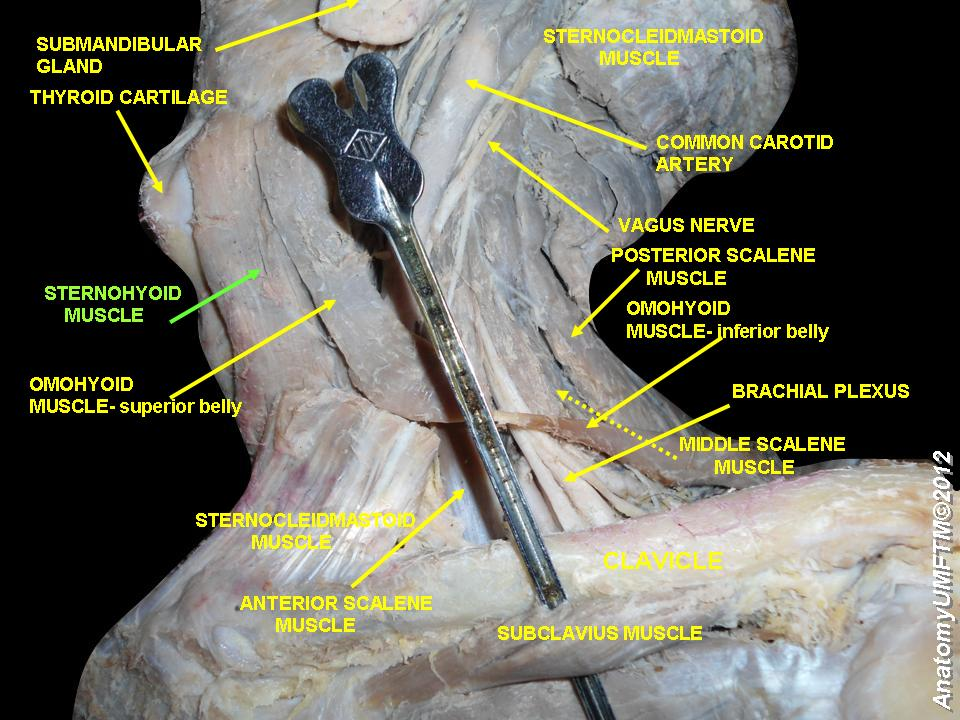
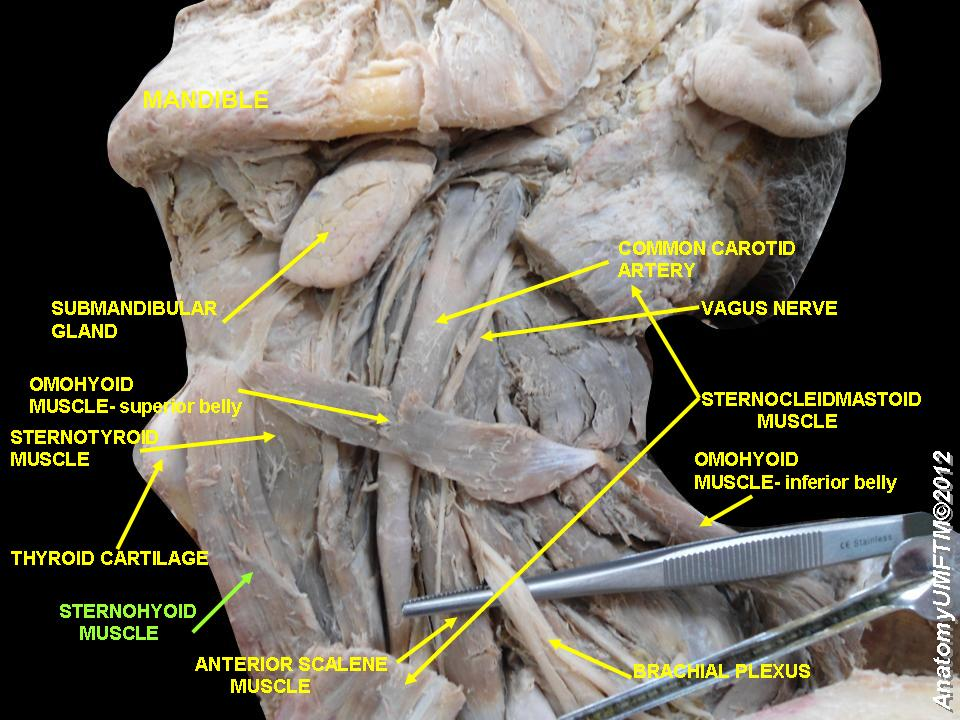
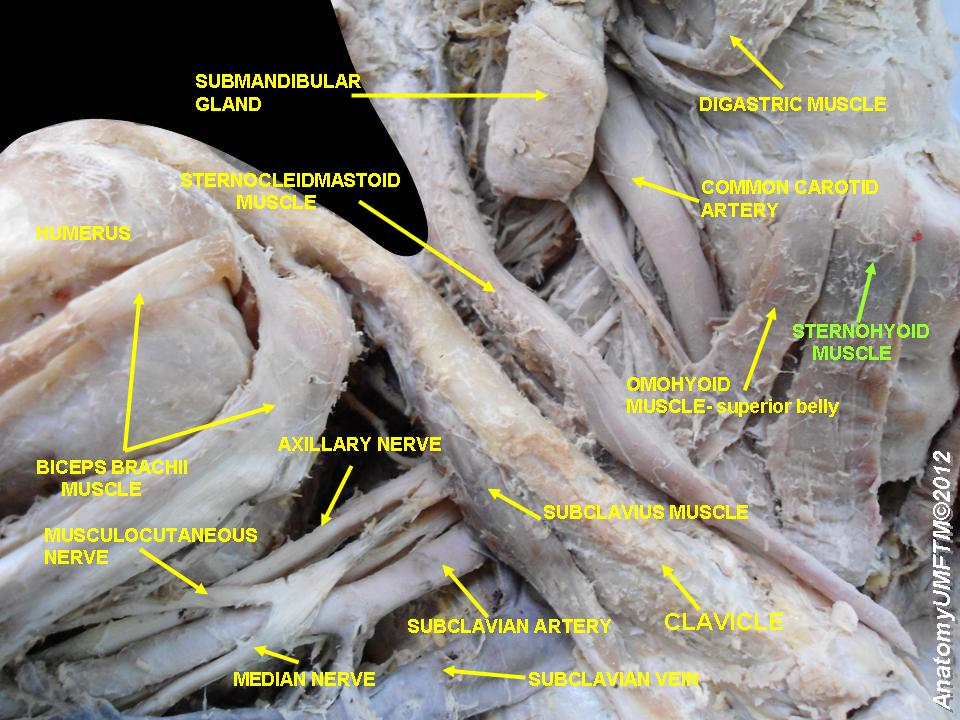
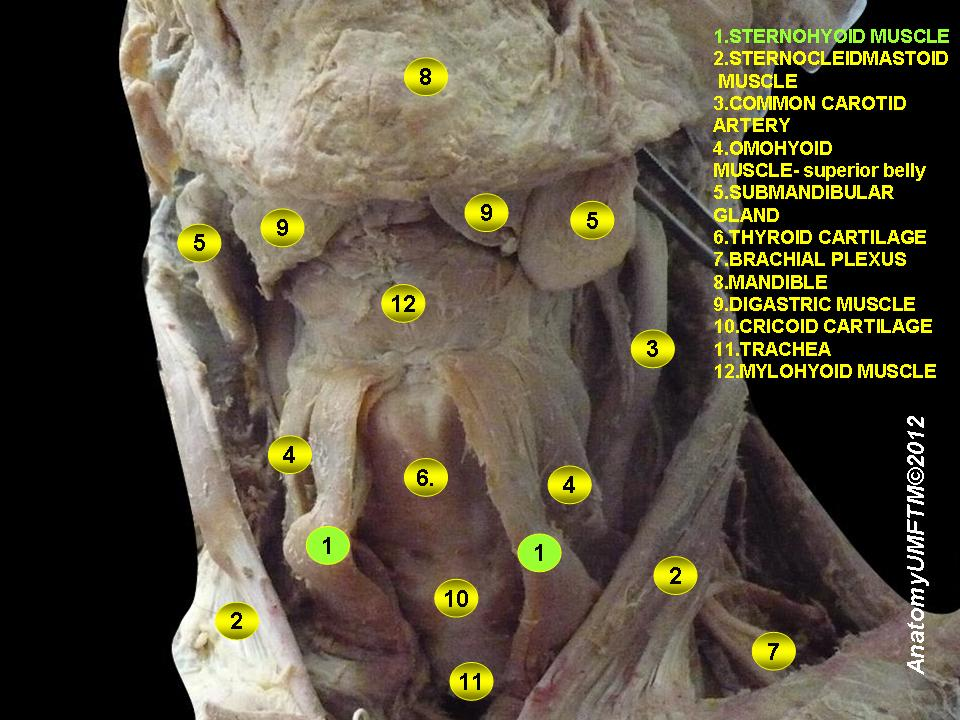
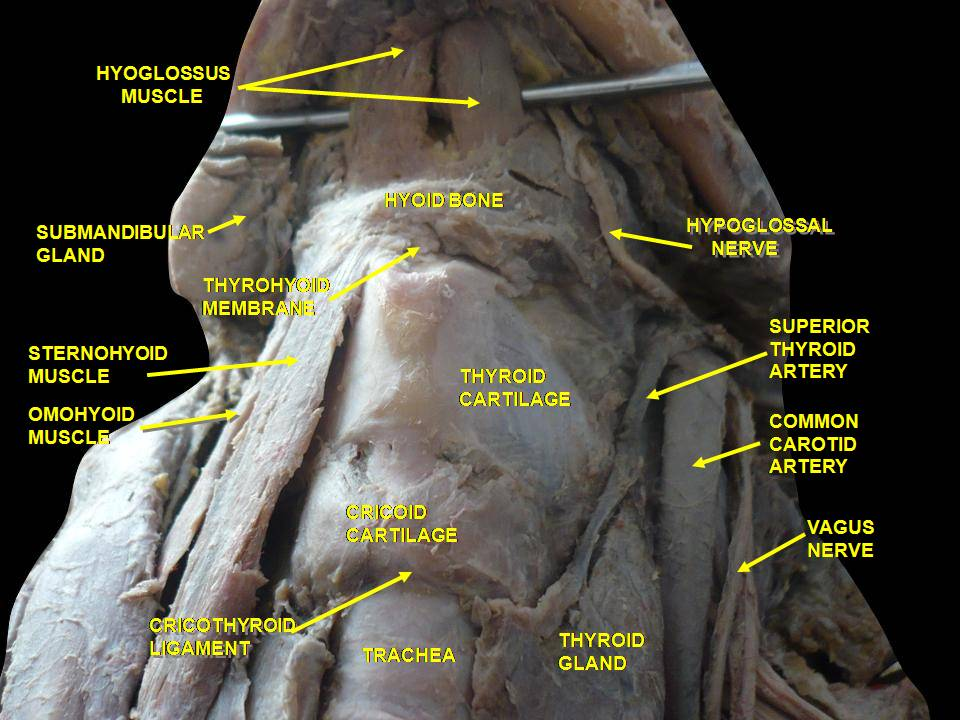